# Ashley Miller (Leichtathletin)
Ashley Miller (* 17. Februar 1998) ist eine simbabwisch-US-amerikanische Leichtathletin, die sich auf den Hürdenlauf spezialisiert hat. Seit Januar 2018 ist sie international für Simbabwe startberechtigt und ist aktuell Inhaberin des Landesrekordes über 400 m Hürden.

## Sportliche Laufbahn
Erste internationale Erfahrungen sammelte Ashley Miller, die in Greenwood Village in den Vereinigten Staaten aufwuchs und ein Studium an der University of Texas absolviert, bei den Afrikameisterschaften 2022 in Port Louis, bei denen sie in 13,30 s den fünften Platz über 100 m Hürden belegte. 2024 gewann sie bei den Afrikaspielen in Accra in 13,59 s die Bronzemedaille hinter der Nigerianerin Tobi Amusan und Sidonie Fiadanantsoa aus Madagaskar und belegte in 58,26 s den vierten Platz über 400 m Hürden. Im Juni belegte sie bei den Afrikameisterschaften in Douala in 57,43 s den vierten Platz über 400 m Hürden.

## Persönliche Bestleistungen
- 100 m Hürden: 13,22 s (+0,3 m/s), 25. Juni 2016 in Clovis
  - 60 m Hürden (Halle): 8,24 s, 11. Januar 2019 in Clemson
- 400 m Hürden: 56,63 s, 26. April 2024 in Austin (simbabwischer Rekord)